# Pâte à métal précieux
 (juillet 2024).
Si vous disposez d'ouvrages ou d'articles de référence ou si vous connaissez des sites web de qualité traitant du thème abordé ici, merci de compléter l'article en donnant les références utiles à sa vérifiabilité et en les liant à la section « Notes et références ».

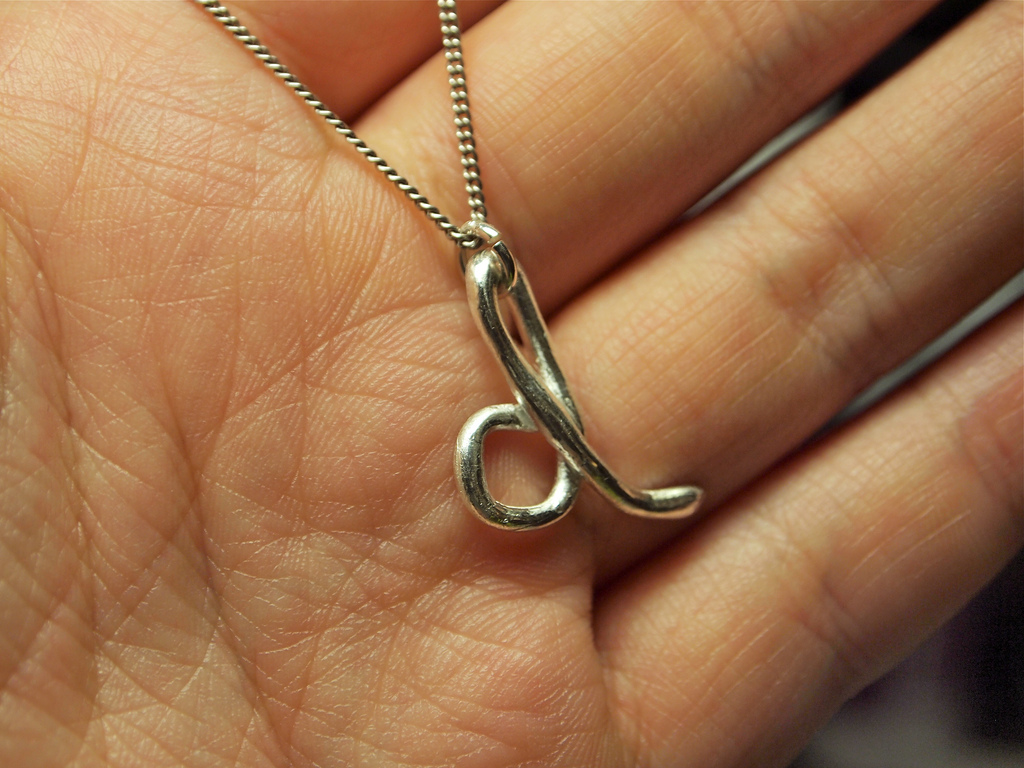
Pendentif réalisé avec de la pâte à métal

La pâte à métal précieux, ou pâte d'argent, est une matière malléable composée entièrement de particules microscopiques d'argent fin mélangées à de l'eau et un liant organique non toxique. Elle peut être travaillée comme de l'argile traditionnelle à l'aide des mains, ou bien moulée. Elle a été créée dans les années 1990 au Japon par les sociétés japonaises Mitsubishi Materials Corporation et AIDA Chemical Industries. 
Les caractéristiques de cette matière sont proches de celles de la porcelaine. Une fois l'objet sec, il est passé dans un four ou une source de chaleur suffisante, montant à 900 °C. À cette température, le liant brûle, les particules de métal fusionnent. Le résultat est un objet en métal véritable qui peut être travaillé par la suite avec des techniques traditionnelles. Le travail de cette matière a été développé plus amplement aux États-Unis depuis qu'elle a été introduite vers 1995. Désormais le procédé, outre l'argent, s'applique à d'autres métaux dont le bronze, le cuivre, l'acier... et est mis en œuvre par un nombre toujours croissant d'artistes et d'artisans dans le monde entier.